# واله‌لونجا
واله‌لونجا (به ایتالیایی: Vallelonga) یک کومونه در ایتالیا است که در استان ویبو والنتیا واقع شده‌است. واله‌لونجا ۱۷٫۵ کیلومتر مربع مساحت و ۷۲۶ نفر جمعیت دارد و ۶۴۶ متر بالاتر از سطح دریا واقع شده‌است.